# سلام هاشم
سلام هاشم (عربی: سلام هاشم؛ زادهٔ ۷ اکتبر ۱۹۶۶) بازیکن سابق و مربی فوتبال اهل عراق است.
از باشگاه‌هایی که در آن بازی کرده‌است می‌توان به باشگاه ورزشی الزورا اشاره کرد.
وی همچنین در تیم‌های ملی فوتبال زیر ۲۳ سال عراق و عراق بازی کرده‌است.